# SN 2002jl
SN 2002jl – supernowa typu II odkryta 19 listopada 2002 roku w galaktyce A002013-0008. W momencie odkrycia miała maksymalną jasność 19,30m.